# بدنه (هوانوردی)

بدنه یک بوئینگ ۷۳۷ که به رنگ قهوه ای نشان داده شده‌است.

بدنه (انگلیسی: Fuselage) به قسمت اصلی هواگردها گفته می‌شود که خدمه، مسافران و بار در آن جای می‌گیرد.